# Феміністична літературна критика

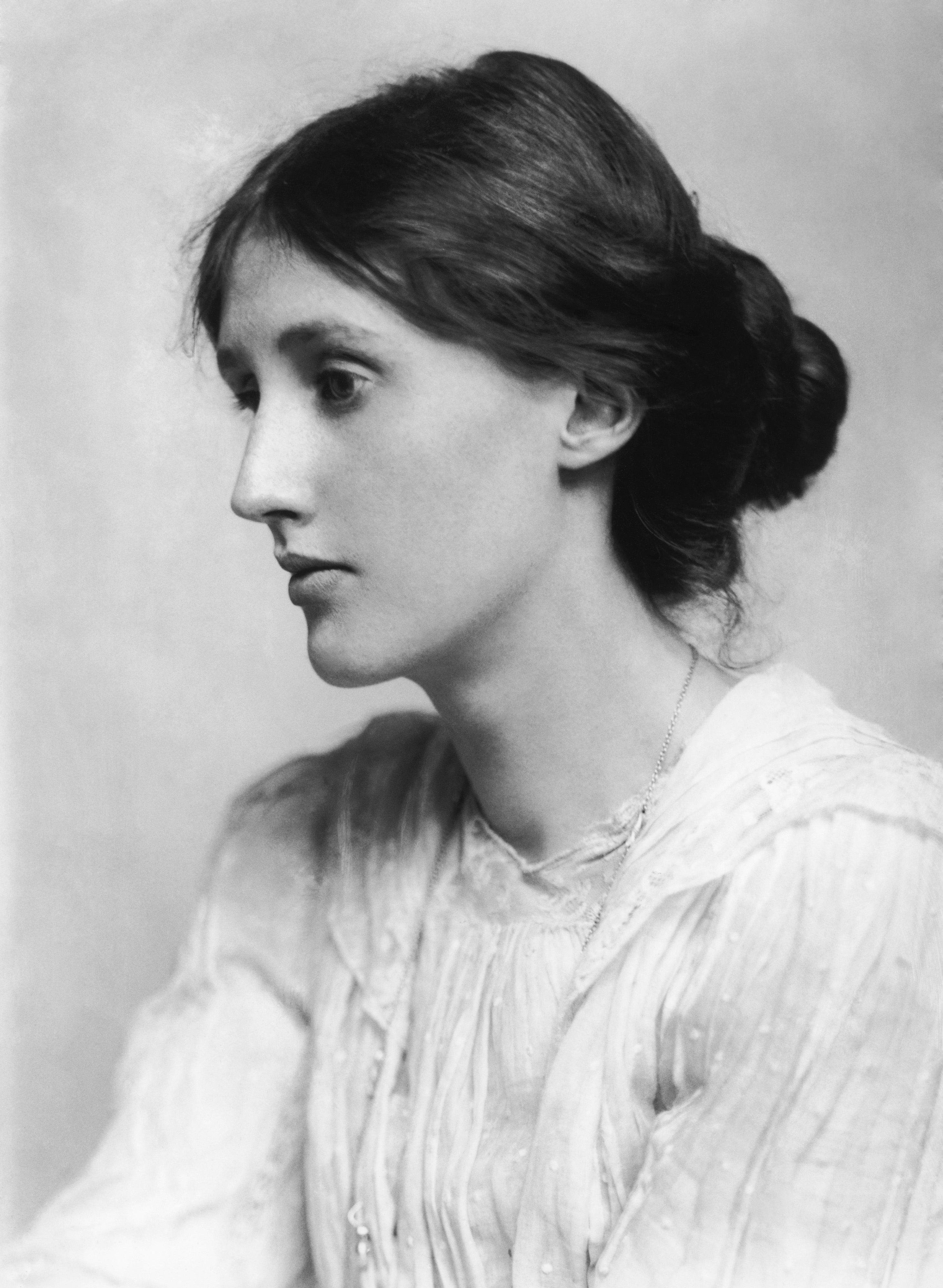
Вірджинія Вульф вперше проблематизувала відсутність жінок у професійній літературі через патріархатні умови, у творі Своя кімната (1929)

Феміністична (літературна) критика (англ. Feminist (literary) criticism) — літературна критика на базі феміністичної теорії та руху. Як напрям літературознавства, досліджує такі автентики, як жіноче письмо, жіночий читацький досвід та стратегії, жіноча психологія у літературі. Також деконструює заломлення та стирання жіночої історії в андроцентричних світових літературах, що є продуктами патріархатної культури. Шукає шляхи збагачення оптик тексту егалітарними перспективами, жіночим поглядом.

## Історія
Формуючись у 60-ті XX ст. під впливом екзистенціалізму в редакції Ж.-П. Сартра, радикально переглянутої теорії психоаналізу, студентських бунтів 1968, феміністська критика спиралася на основи розробленої Сімоною де Бовуар концепції соціального конструювання гендеру («Друга стать», 1949), де підкреслювалося, що «жінкою стають, а не народжуються». Запроваджувалися поняття «інша» та «автентична» щодо потлумачення жіночої особистості.
Досить впливовою була очолена Антуанеттою Фук група «Психоаналіз та політика», яка використовувала філософію та психоаналіз для емансипації. До неї приєдналися Юлія Кристева, Люс Ірігаре, Елен Сіксу, поділяючи позицію Фук, авторитетну серед американських інтелектуалок, та прихильність до концепцій Деріди й Лакана.
Представниці феміністської критики у своїх топосах трактували чоловіче начало як статичне, на відміну від жіночого, динамічного. Натомість близькі до поглядів де Бовуар французькі феміністки (Крістін Дельфі, Ан Трістана, Моніка Плаза) підозрювали групу у байдужості до історичної та соціальної долі жінки, тому не шкодували інвектив на її адресу. Неофройдистки Люс Ірігаре («Хірургічне люстро, про іншу жінку», 1974; «Ця стать, що не одна», 1977), Сара Кофман («Загадки жінки: Жінка у текстах Фройда», 1980), які критикували фройдівську концепцію жінки як неповноцінного чоловіка, доводили, використовуючи настанови деконструктивізму, внутрішню суперечність теорії психоаналізу з її пріоритетом маскулінної сексуальності.
Елен Сіксу («Інвективи», 1979) протиставляє «фалічній моносексуальності», на якій невротично фіксована андроцентрична культура, жіночу «бісексуальність», котра дає письменниці переваги на теренах літератури, адже достеменне письмо, на її переконання, наділене жіночою природою. Дослідниця намагається подолати сувору бінарність маскулінного та фемінного протистояння, обстоює потребу множинного, розмаїтого письма. Сара Кофман вдалася до деконструктивістського аналізу «жінконенависницьких» поглядів Фройда, наголошуючи на пріоритетах жіночої природи.
Формувалася тенденція нового міфу, активну участь в якій взяла Юлія Крістева («Революція поетичної мови», 1974), обстоюючи існування фігури «оргазмічної матері», «матері насолоди», що поєднувала в собі жіночий та сексуальний аспекти.
В американському варіанті феміністської критики переважала соціологічна домінанта, зорієнтована на емпірику. Феміністська критика ставила за мету реконструкцію жіночої історико-літературної традиції та історіографії, перегляд патріархатних принципів і досвіду лесбійства, актуалізацію природи жіночого тексту передусім в англосаксонській та американській культурі, де видаються місткі антології жіночої літератури, формуються наукові центри, запроваджуються лекційні курси в університетах. Американські дослідниці значної уваги надавали проблемі жіночого переживання естетичного досвіду (сексуальні коди тексту), відмінного від чоловічого, шукаючи засади автентичного прочитання.

## Класифікація
При спільних засадах феміністська літературна критика має внутрішнє розшарування. 
Як течія постмодернізму, вона виявляється в інтрдисциплінарних варіантах феміністської теорії без єдиної школи:
- передусім французькій, зосередженій на обґрунтуванні концепції «інакості» жінки, літературній категорії жіночого письма, бісексуальності та критиці фалоцентризму,
- а також англо-американській, перейнятій ідеями деконструктивізму.

К. Рутвен («Феміністичні літературні дослідження: Вступ», 1985) нараховує вісім типів феміністок: соціофеміністки, семіофеміністки, психофеміністки, марксистські феміністки, соціо- та семіомарксистські, лесбійські феміністки, «чорні» феміністки.
В. Лейч виділяє сім феміністичних критик (екзистенціалістська, критика читацької реакції, критика мовних кодів, деконструктивістська фемліткритика, юнгівська міфокритика, антиколоніальна критика третього світу). Переважна більшість феміністськи-критичних студій зосереджена на проблемі вродженого специфічно жіночого читацького досвіду, якому випадає постійно долати стереотипи чоловічої свідомості, що трактує читання як «сексуально закодовану» стратегію (Аннет Колодні), нав'язану жінкам патріархальною культурою (Елейн Шовалтер). Жінка-реципієнтка звертає першорядну увагу в художньому тексті не на проблеми героїні, а на обставини, в яких вона опинилася, що доводила Маріанна Адамс, аналізуючи «Джен Ейр» Шарлотти Бронте.
Деякі дослідниці (Дж. Феттерлі) аналізували «підступи проти жіночого характеру» американських письменників, зокрема В. Ірвінга («Легенда про сонну долину») та Е. Хемінгуея («Прощавай, зброє!»).

## Українська феміністична літературна критика

### «Жіночий простір», Віра Агеєва
У цій праці Віра Агеєва аналізує образ жінки у творчості таких письменників та письменниць, як: Леся Українка, Ольга Кобилянська, Людмила Старицька-Черняхівська, Ірина Вільде, Віктор Домонтович, Агатангел Кримський та інших.

### «Фемінізм», Соломія Павличко
«Фемінізм» є збіркою статей, есеїв та інтервʼю Соломії Павличко на феміністичну тематику. Авторка викладає теоретичні засади феміністичної думки у західній традиції за Сандрою Ґілберт, Сузан Ґубер, Джудіт Батлер, Юлією Кристева, Лус Іріґарей та іншими.
До феміністично-літературного аналізу можна віднести ті публікації у збірці, які аналізують праці та вплив Марко Вовчок, Наталії Кобринської, Олени Пчілки, Лесі Українки, Ольги Кобилянської. 
Авторка описує феміністичне прочитання чоловіків-класиків української літератури, особливо наголошується на руйнівному впливі патріархального народницького бачення жінки як ”Берегині”.